# Karl Friedrich Abel

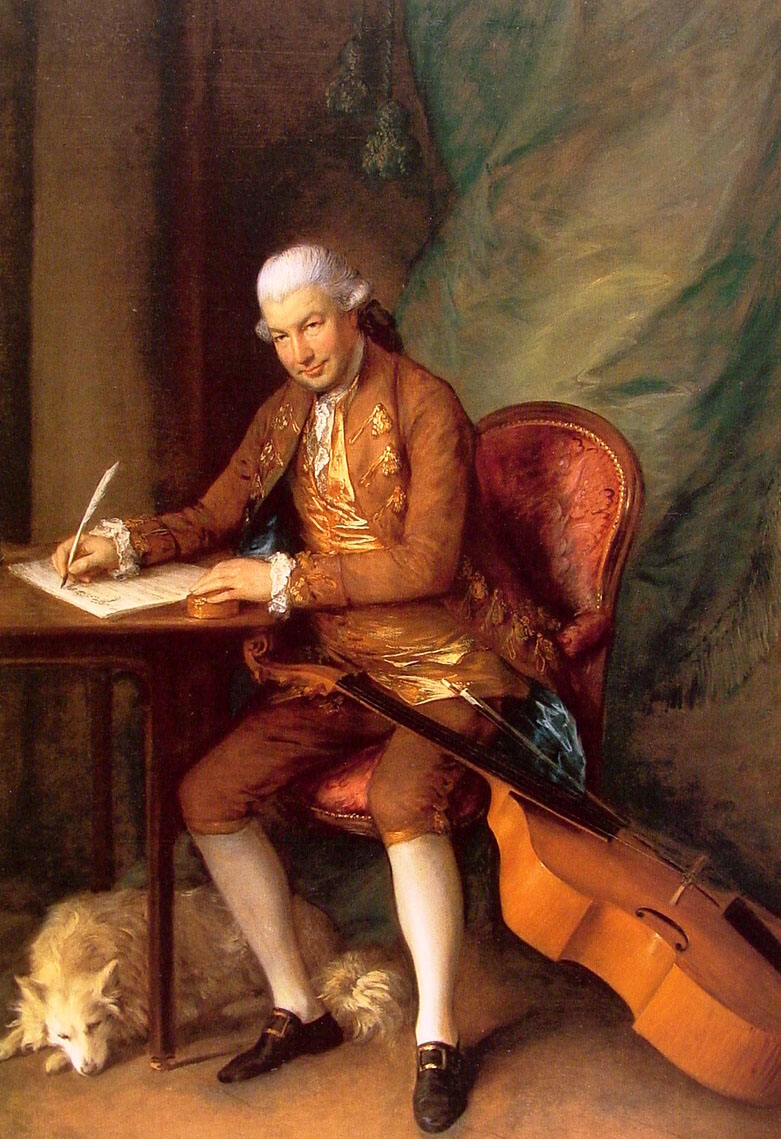
Karl Friedrich Abel por Thomas Gainsborough.

Karl Friedrich Abel (Köthen, 22 de diciembre de 1723-Londres, 20 de junio de 1787) fue un compositor alemán de la era clásica. Fue un gran instrumentista de la viola da gamba y compuso gran parte de la música más relevante en aquella época para dicho instrumento.

## Biografía
Abel nació en Köthen y estudió música bajo la tutela de Johann Sebastian Bach en Leipzig. En 1759 se mudó a Inglaterra, donde se estableció como músico de cámara de la reina Charlotte. Actuó en varios conciertos en Londres de sus propias composiciones tocando diferentes instrumentos, uno de ellos el pentacordio inventado recientemente.
En 1762 Johann Christian Bach, undécimo hijo de Johann Sebastian Bach, se trasladó a Londres. Ambos se hicieron buenos amigos y en 1764 o 1765 fundaron una serie de conciertos que serían conocidos como los conciertos de Bach y Abel y que se prolongarían durante más de diez años. En estos conciertos se presentaron algunos de los trabajos de Joseph Haydn. Aunque los conciertos perdieron popularidad, Abel continuó siendo un reputado intérprete de instrumentos antiguos y nuevos. 
Una de las obras de Abel se hizo famosa debido a una atribución errónea a Wolfgang Amadeus Mozart, fue catalogada como su Sinfonía núm. 3 en mi bemol, K. 18, y fue publicado como tal en la primera edición completa de las obras de Mozart por Breitkopf & Hartel. Más tarde, supo que esta sinfonía era en realidad de Abel,  que fue copiada por el niño Mozart.
Sin embargo, cedió su vida al alcoholismo hacia el final de sus días, lo que aceleró la llegada de su muerte, que ocurrió en Londres a la edad de 64 años.